# Таурагнай
Таурагнай (лит. Tauragnai) — местечко на берегу озера Таурагнас в восточной части Литвы. В 2011 году население составляло 473 человек.

## Название
Считается, что топоним Tauragnai происходит от названия Tauragno, которое, скорее всего, указывало на быков, обитающих вокруг озера Таурагнас и в местных лесах.
Также название города могло произойти от озера Таурагнас.
Некоторые историки также утверждали, что этот термин может происходить от слияния слов tauras и ginti.

## История

### Великое княжество Литовское
Первое письменное упоминание о Таурагнае относится к 1373 году, когда здесь стоял деревянный замок. В 1387 году великий князь Ягайло передал их Виленскому епископству. В 1433 году крестоносцы сожгли замок. Первая церковь упоминается в 1498 году.
По административно-территориальной реформе 1565—1566 годов Таурагнай вошёл в состав Браславского повета Виленского воеводства. В 1669 г. здесь было 40 дворов, в 1775 г. — 28.

### Российская империя
В результате третьего раздела Речи Посполитой в 1795 году Таурагнай вошёл в состав Российской империи, в Новоалександровский уезд Ковенской губернии. К 1859 году в городе было 25 зданий, церковь, винодельня и пивоварня.

### XX век
Во время Первой мировой войны в 1915 году город был оккупирован войсками Германской империи.
После польско-литовских боев и подписания договора между межвоенной Польской Республикой и Литвой в 1919 году Таурагнай вошёл в состав Литвы. Во время Второй мировой войны, с июня 1941 по 1944 год, город находился под оккупацией Третьего рейха.

## Достопримечательности
- Кладбищенская часовня